# 井原市立高等学校
井原市立高等学校（いばらしりつ こうとうがっこう）は、岡山県井原市に所在する市立の高等学校。

## 概要
4年制の定時制で昼間部と夜間部がある。

### 所在地
岡山県井原市井原町1151番地

### 学科・課程
普通科定時制課程（4年制）
- 昼間部
- 夜間部

## 歴史
1964年（昭和39年）に「働きながら学べる定時制高校」として誕生。開校から2014年（平成26年）度までは岡山県立井原高等学校南校地（旧岡山県立精研高等学校）と隣接する場所に立地し、自前のグラウンドを持っておらず、体育や部活動では井原高等学校南校地のグラウンドを県から借用して使用していた。このような背景には、かつて存在した精研高等学校が当時、定時制課程から全日制課程に移行し、定時制課程を必要としていた地元有志がその後、井原市の運営による精研高等学校の別校という形で開校させたためである。そのため、開校当初は校長を精研高等学校の校長が兼任していた。
2015年（平成27年）には、かつての校舎の約300メートル東に現校舎となる新校舎が完成し、移転となる。

### 年表
- 1964年（昭和39年）
  - 3月25日 ‐ 岡山県井原市立高等学校（入学定員150名（昼間片番2部制100名、夜間部50名の3部制））として設立認可。市内にあった小学校の旧校舎を移設させて再利用する形で、木造2階建て普通教室１棟を建築。
  - 4月1日 ‐ 浜田謙一郎（岡山県立精研高等学校校長兼任）を初代校長とし、開校。
  - 4月16日 ‐ 開校式。入学式挙行（昼間部97名、夜間部54名入学）。
- 1965年（昭和40年）
  - 3月25日 ‐ 校地600平方メートルを買収拡張。
  - 6月28日 ‐ 木造2階建て特別教室1棟を増設。
- 1967年（昭和42年） : 4月1日 ‐ 昼間部を両番（A・B番）2部制とし、夜間部を男女共学に移行。
- 1968年（昭和43年） : 2月1日 ‐ プレハブ平屋建て生徒集会所（162平方メートル）を落成。
- 1970年（昭和45年） : 4月1日 ‐ 木造平屋建て教員住宅4戸（198.48平方メートル）を落成。
- 1973年（昭和48年） : 5月30日 ‐ プレハブ校舎を撤去し、鉄骨ブロック2階建て1棟（集会室と普通教室2、128平方メートル）を増築。
- 1974年（昭和49年）
  - 1月1日 ‐ 1学年定員を160名（昼・夜間各80名）に改定。
  - 5月19日 ‐ 創立10周年記念式典挙行。記念諸行事を実施。
- 1976年（昭和51年） : 4月1日 ‐ 昼間片番2部制を学年進行で実施。
- 1979年（昭和54年） : 4月1日 ‐ 昼間部全学年が片番2部制に移行。
- 1983年（昭和58年） : 4月1日 ‐ 1学年定員を80名（昼・夜間各40名）に改定。
- 1984年（昭和59年） : 6月10日 ‐ 創立20周年記念式典挙行。
- 1986年（昭和61年） : 4月1日 ‐ 昼間部を学年進行で1～2学年を午前授業で固定。
- 1988年（昭和63年） : 4月1日 ‐ 昼間部全学年が午前授業に固定され、昼・夜間2部制に移行。
- 1994年（平成6年） : 11月13日 ‐ 創立30周年記念式典挙行。
- 2006年（平成18年） : 4月1日 ‐ 3学期制を2学期制に移行。
- 2014年（平成26年） : 4月1日 - 2学期制を3学期制に戻す[4]。
- 2015年（平成27年）
  - 3月 - 新校舎が完成[2]。
  - 4月 - 新校舎での授業を開始[3][5]。

## 教育方針

### 校訓
「勤勉 誠実」

### 教育目標
勉学と勤労に励み、正しさと豊かさを求め、地域社会に貢献できる人間を育成する。
1. 基礎学力の充実を図り、生涯を通じて知性を磨く意欲を育てる。
2. 豊かな情操や、奉仕の心を持った人間を育成する。
3. 健康な心身と、ねばり強く困難に立ち向かう精神力を養う。

### コンセプト
1. 心安らぐ学びの場
2. 学ぶよろこびを分かち合う場
3. 生きる力を培う場

### ミッション
井笠地域唯一の定時制高校として、「働きながらも学びたい」という意志を持つ青少年に高校教育を保障すると同時に、「学び直し」の学校として様々な背景を持つ生徒の学力向上と社会性の育成を図り、生徒の自己実現を通して地域社会に貢献する高校を目指す。

### ビジョン
1. 卒業後の自立・自活を目指し、それぞれの個性に応じた多様で興味深い教育活動を実践する学校。
2. 生徒や保護者の学びへの「再チャレンジ」の願いを受け止め、教職員一丸となってその達成を支援する学校。
3. アルバイトなどの日々の勤労を通じて、地域社会の一員としての自覚を持たせ、地域社会の発展に貢献できる人材を育成する学校。

## アクセス

### 鉄道
- 井原鉄道井原線 井原駅 下車

### バス
- 井原バスセンター 下車徒歩